# Escaiola

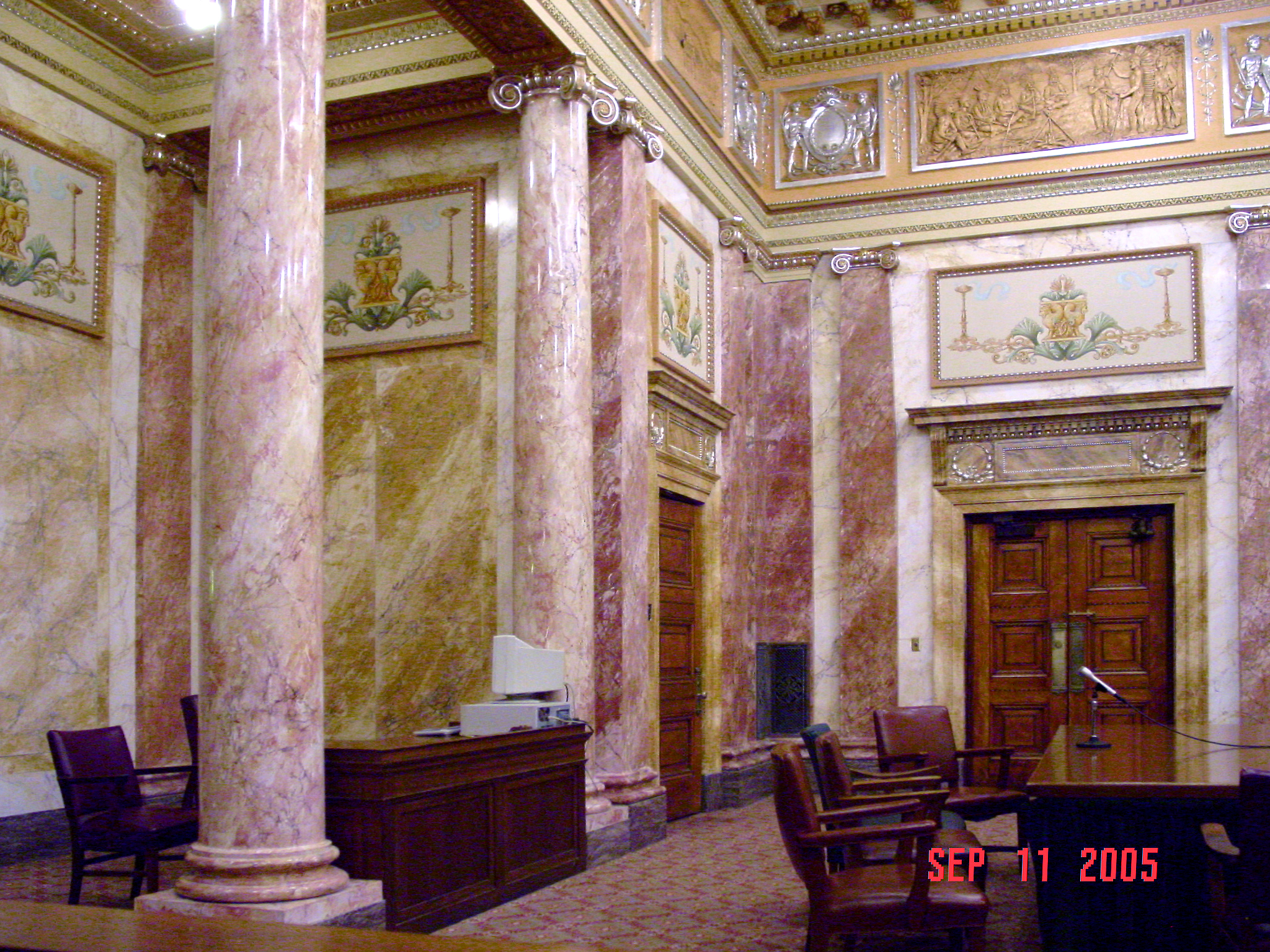
Colunas e paredes em escaiola no tribunal do condado de Allen (EUA)

A técnica de escaiola é o acabamento dado a paredes ou pilares, revestidos a estuque, que imita bem qualquer tipo de mármore polido. É feito com pasta de gesso ou cimento branco especial e corantes minerais, fazendo-se em seguida o acabamento com ferros quentes e pó de jaspe.